# Plectus pusillus
Plectus pusillus är en rundmaskart. Plectus pusillus ingår i släktet Plectus och familjen Plectidae. Inga underarter finns listade i Catalogue of Life.